# Chiesa di Santa Rita da Cascia (Paraty)
La chiesa di Santa Rita da Cascia (in portoghese Igreja Santa Rita de Cássia) è un edificio di culto cattolico di Paraty, nello stato brasiliano di Rio de Janeiro.

## Storia
Eretta dalla Confraternita di Santa Rita dei Mulatti Affrancati, fu consacrata il 30 giugno 1722 con la dedicazione al Bambino Gesù, a Santa Rita e a Santa Quiteria.
Nel XVIII secolo, nella Colonia del Brasile, le chiese erano destinate a una determinata classe sociale, caratterizzata dal colore della pelle: bianchi, mulatti e negri. Anche a Paraty vigeva questa distinzione: la chiesa di Nostra Signora del Rosario e di San Benedetto era destinata ai negri, la chiesa di Nostra Signora dei Dolori era frequentata dall'élite bianca, alla chiesa matrice di Nostra Signora dei Rimedi andavano i bianchi della classi popolari; la presente chiesa di Santa Rita da Cascia fu costruita per i mulatti affrancati.
La chiesa ebbe funzioni di chiesa matrice, ancora nel XVIII secolo, in sostituzione della chiesa di Nostra Signora dei Rimedi, che si trovava allora in precario stato di conservazione ed era incapace di accogliere la crescente popolazione della città. Per questa ragione, la chiesa di Santa Rita da Cascia subì opere di restauro e ampliamento.
Dal 1952 l'edificio è sottoposto a tutela da parte dell'Instituto do Patrimônio Histórico e Artístico Nacional. Dal 1967 al 1976 si svolsero campagne di restauro, e il complesso ospitò da allora il Museo di Arte Sacra di Paraty, aperto nel 1976.
La tradizionale festa di Santa Rita da Cascia è una manifestazione religiosa che ha luogo nella chiesa dalla sua fondazione, con processioni, messe, litanie, cantici e altre forme di devozione. 

## Descrizione
Il complesso è composto dalla chiesa, da una sala detta concistoro, dalla sacrestia, dal cimitero e da un cortile con giardino costruito in pietra e calce.
Nello stile gesuitico del periodo coloniale, la facciata possiede pilastri di pietra, con porte di legno lavorato, frontone curvilineo e opere in ferro nei tre balconcini della tribuna d'ingresso. Il campanile è dotato di un gallo segnavento di rame.
Sulla navata, sopra la porta d'ingresso ci è una tribuna, a cui si accede dalla scala del campanile. Nella parte opposta si trova il presbiterio, separato dalla navata da un arco trionfale posto fra due altari laterali.
È considerata una chiesa barocca, sebbene non presenti la decorazione elaborata tipica di questo stile.